# ブロワ城
ブロワ城（ブロワじょう）はフランスのロワール渓谷、ロワール＝エ＝シェール県にある城・宮殿。ブロア城とも表記する。歴代フランス王の幾人かが住居とし、またジャンヌ・ダルクが1429年、オルレアンからイギリス人に向けて軍を出発させる前に、ランスの大司教から祝福を受けた場所でもある。
ブロワ城はブロワの街の中央にある。16世紀にフランスの首都がパリに移るまでの約100年間、王家の第一城であった。13世紀から17世紀にかけて造られた建物がいくつか、中庭を囲むように建っている。そのうち最も有名な建築が、フランソワ1世の翼にあるフランスルネサンス様式のすばらしい螺旋階段である。サン・カレー礼拝堂はジャンヌ・ダルクをはじめ歴史人物のステンドグラスで飾られる。
世界遺産「シュリー＝シュル＝ロワールとシャロンヌ間のロワール渓谷」に含まれる。

## ルイ12世

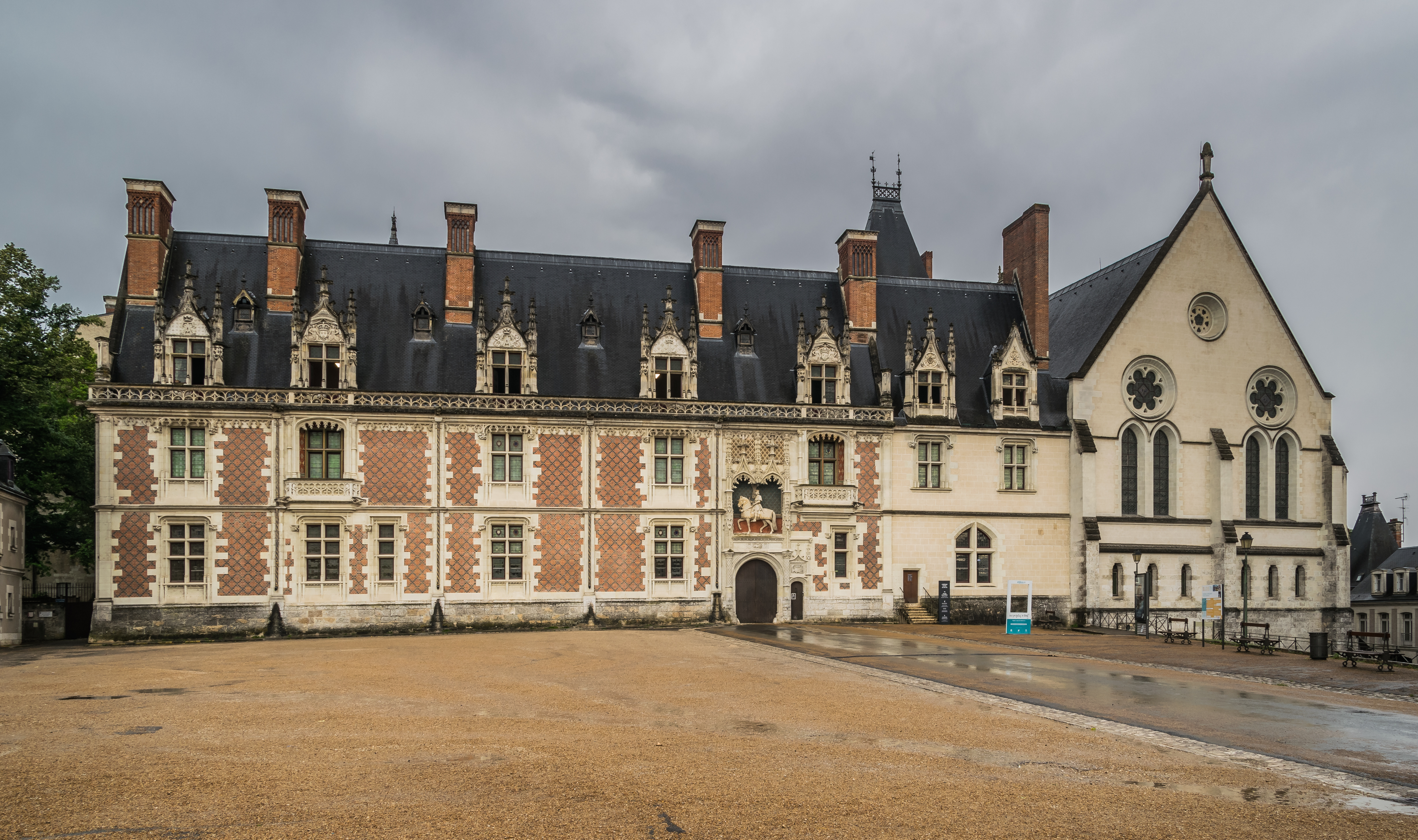
ルイ12世王の翼

中世、ブロワ城はルイ12世の居城であり、王国の政治的首都であった。1500年代の初めに、王は城の再建とルネサンス様式の庭園の作成に取りかかった（庭は1890年のヴィクトル・ユゴー通りの建設によって取り壊された）。ルイ12世の翼は赤いレンガと灰色の石で造られ、城への主要な入口となっている。特徴は、入口上部の王の騎馬像である。小尖塔や天窓などに見られるように主な建築様式はゴシックだが、小さなシャンデリアなどルネサンス建築の要素もある。

## フランソワ1世

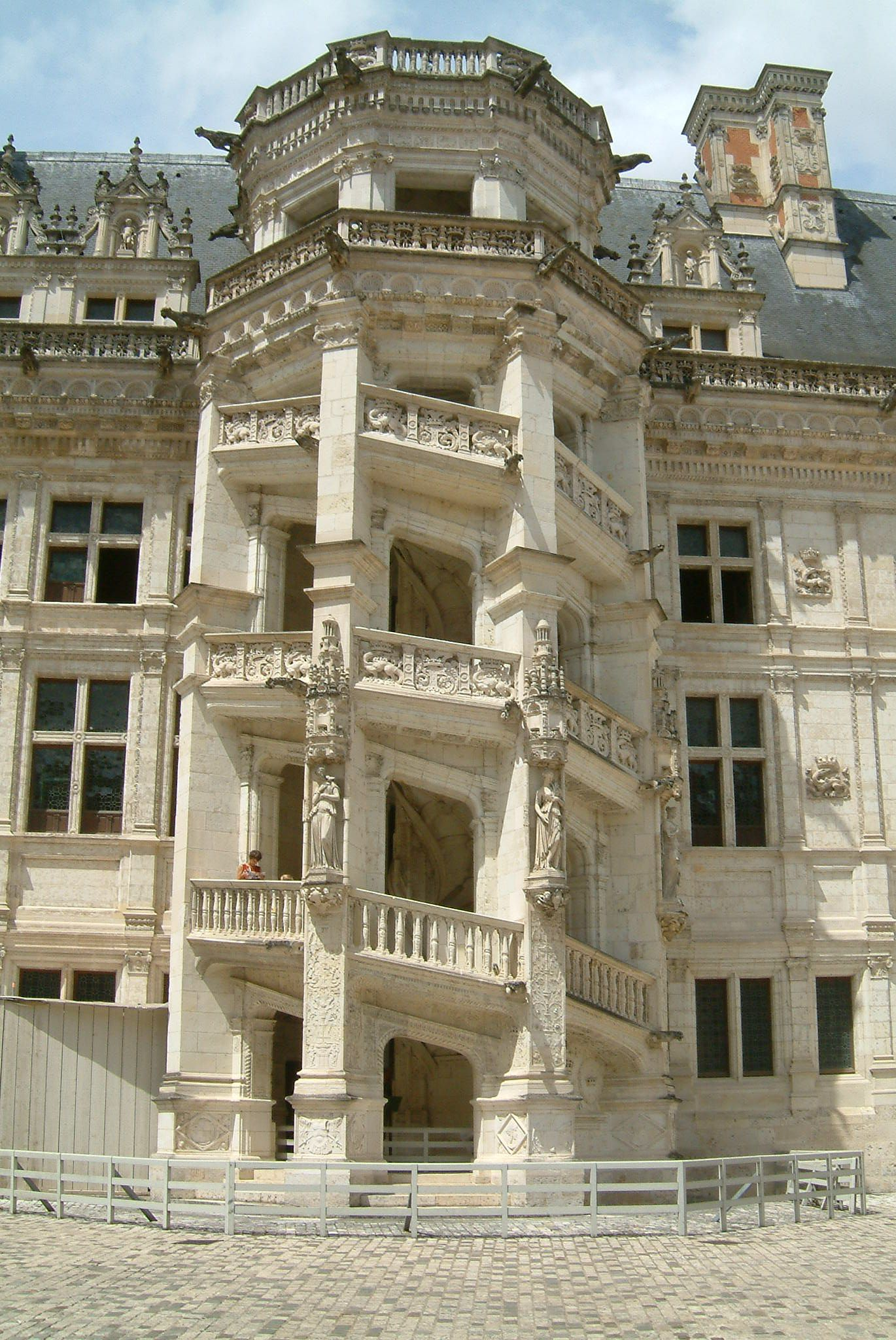
フランソワ1世の螺旋階段

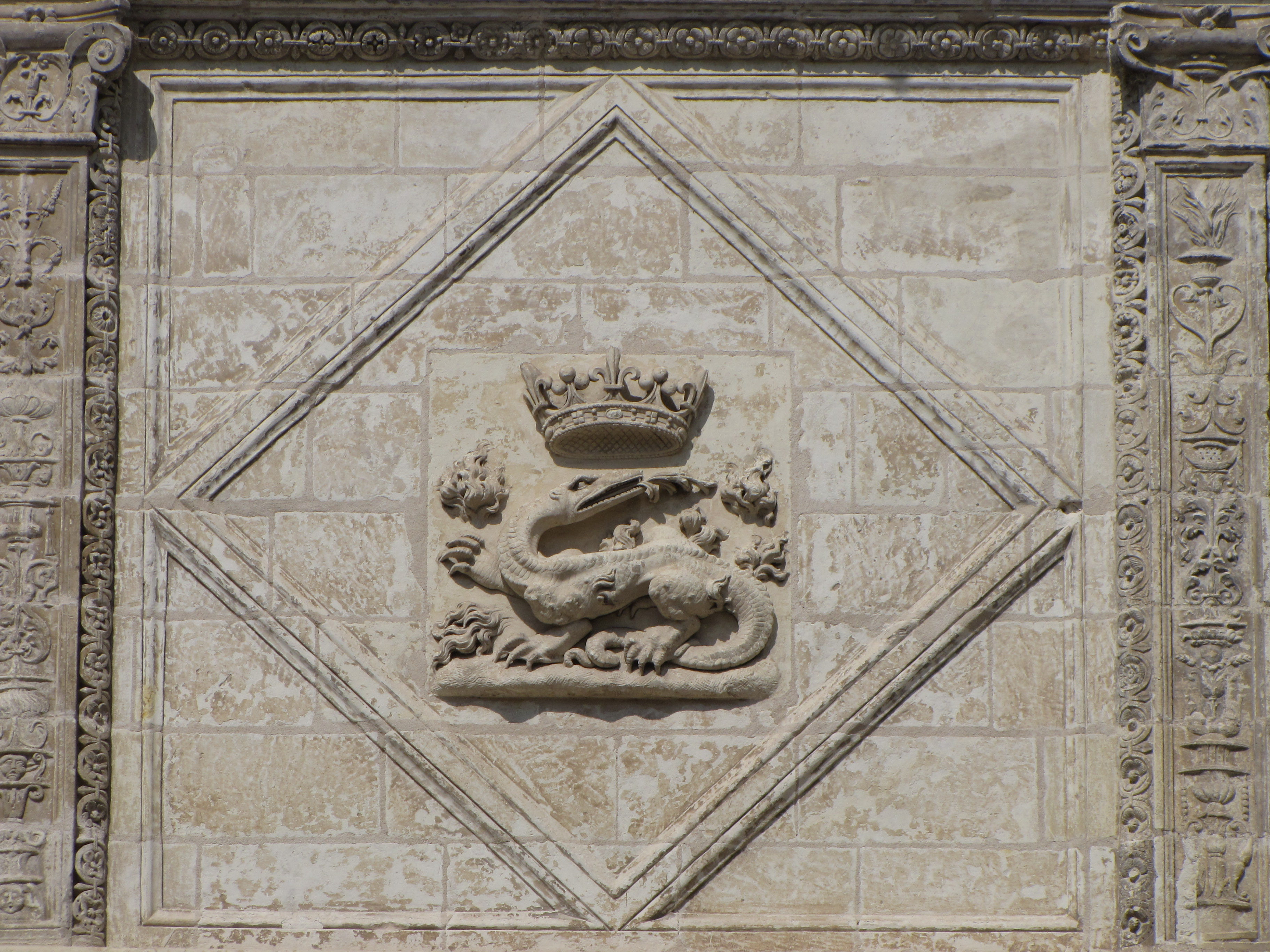
サラマンダーの装飾

フランソワ1世が王になると、クロード王妃はブロワ城を改修させてアンボワーズ城から移ろうとする。フランソワ1世は城に新しい翼を建設し、図書室を造った。しかし王妃が1524年に死ぬと、王がブロワ城で過ごすことはほとんどなくなり、大量の蔵書はフォンテーヌブロー城に移されて「Bibliothèque Nationale（国立図書館）」が作られることとなった。
この翼では、建築や装飾にイタリアの影響が見られる。中央には美しい彫刻に囲まれた八角形の螺旋階段があり、城の中央の庭園が見渡せる。この螺旋階段は、ルネサンス様式の傑作と称される。この翼の後ろはファサードであり、ところどころにニッチ（壁がん）のあるのが特徴である。城の壁にはフランソワ1世のシンボルであるサラマンダーを模った装飾が施されている。

## アンリ3世
アンリ3世はフランス宗教戦争の間パリを離れることを余儀なくされ、ブロア城に滞在して1576年と1588年、ここで三部会を開いた。王が宿敵ギーズ公アンリを暗殺したのも、三部会の会期中であった。惨殺されたギース公アンリの遺体は、焼かれて灰は川に捨てられた。ギーズ公アンリの暗殺は、ブロワ城で起こった様々な事件の中でも鮮明なものとして知られる。

## アンリ4世
その後、城はブルボン朝初代の王アンリ4世が使用していた。アンリが死ぬと、未亡人マリー・ド・メディシスは一時期ブロワ城に幽閉された。

## オルレアン公ガストン

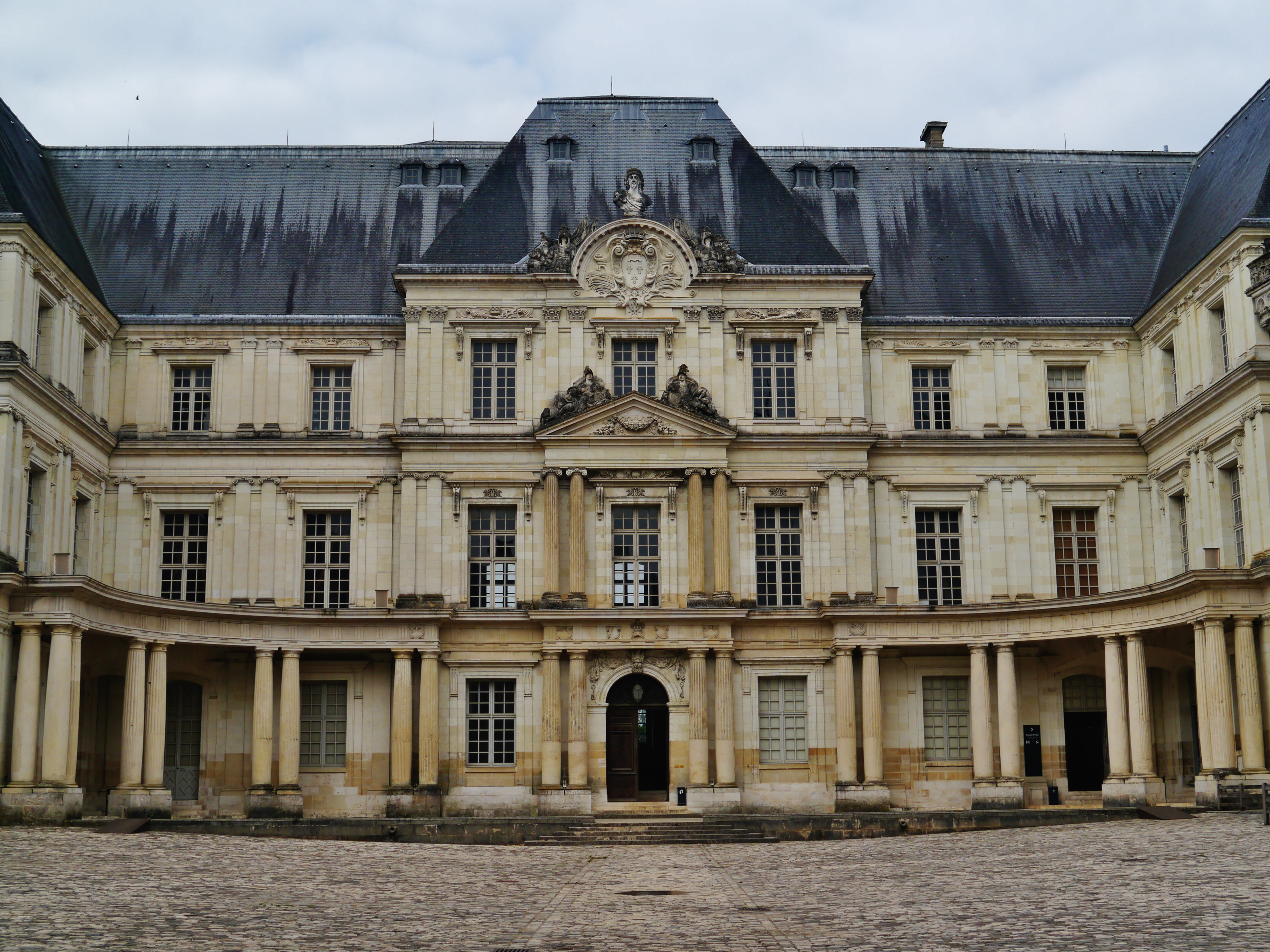
オルレアン公ガストンの翼。未完成。

1626年、ルイ13世は結婚祝としてブロワ城を弟のオルレアン公ガストンに与えた。1635年に城の新しい翼の建設が始まったが、1660年にオルレアン公が死ぬと建設は頓挫した。

オルレアン公の翼を建設する仕事を任されたのは、当時の有名な建築家フランソワ・マンサールである。この翼は中庭の後壁を形作り、ルイ12世翼とちょうど向かい合っている。翼の中央部分は3階層からなり、ドーリア式、イオニア式、コリント式のオーダーが重なり合っているのを見ることができる。
フランス革命までの130年以上、巨大な城は放置されていた。革命期には、貴族階級の象徴はすべて破壊された。城は略奪され、彫刻や紋章などは剥ぎ取られた。ブロワ城は破損状態がひどかったので取り壊される予定になっていたが、軍の駐屯地として残されることになった。

## 記念館

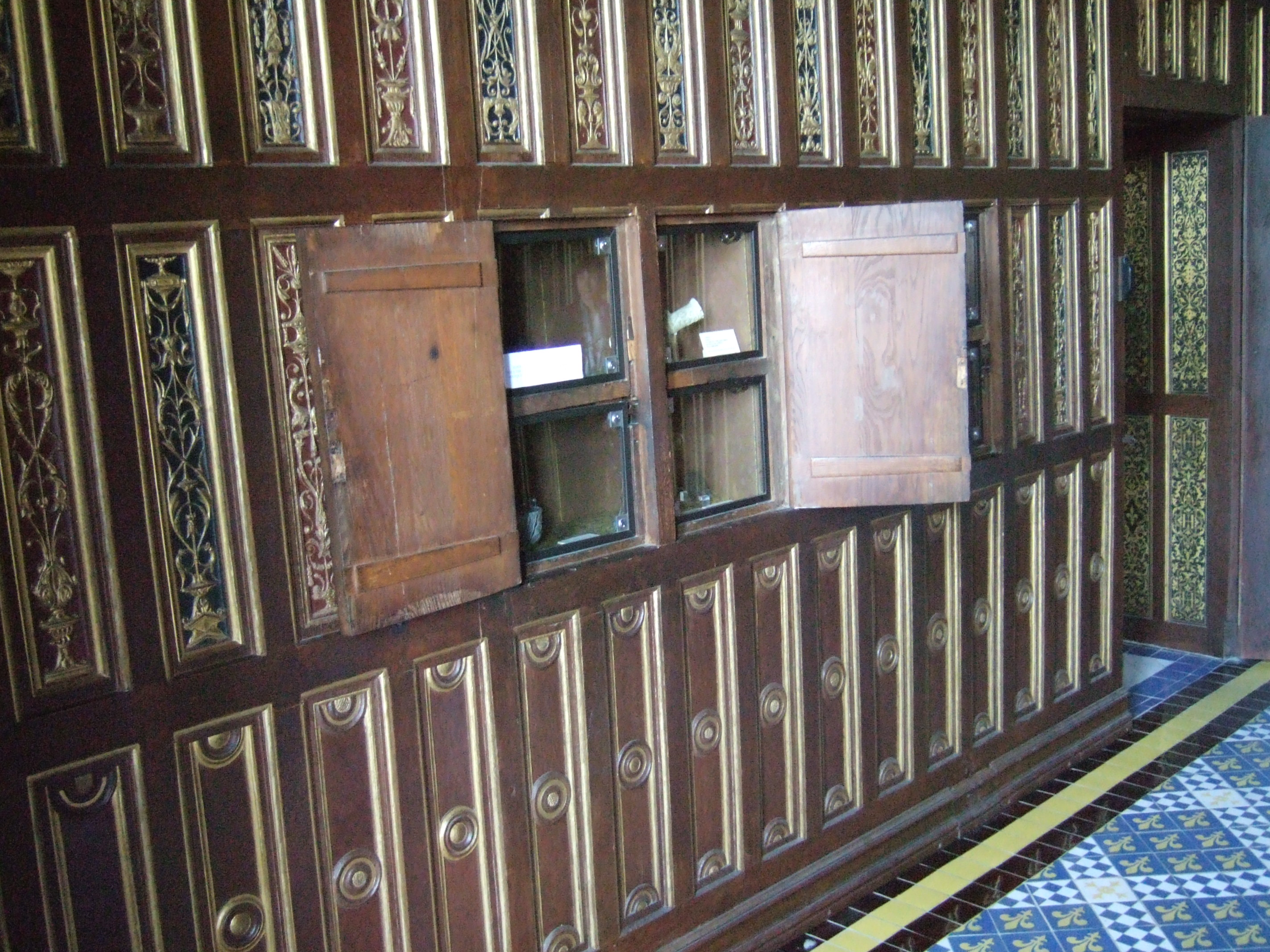
「秘密の部屋」。カトリーヌ王妃の毒の隠し場所と信じられていた。

1841年、ルイ・フィリップ王の治世下、ブロワ城は歴史的記念碑に分類され、修繕されて博物館となった。城を訪れる観光客には、カトリーヌ・ド・メディシスが毒を保管した場所と思われているキャビネットも公開されている。この「秘密の部屋」は実際にはもっと陳腐な目的、すなわち客に貴重な品々を見せびらかせるために使われた。
現在、城はブロワの街の所有となり、主要な観光地となっている。

## ギャラリー

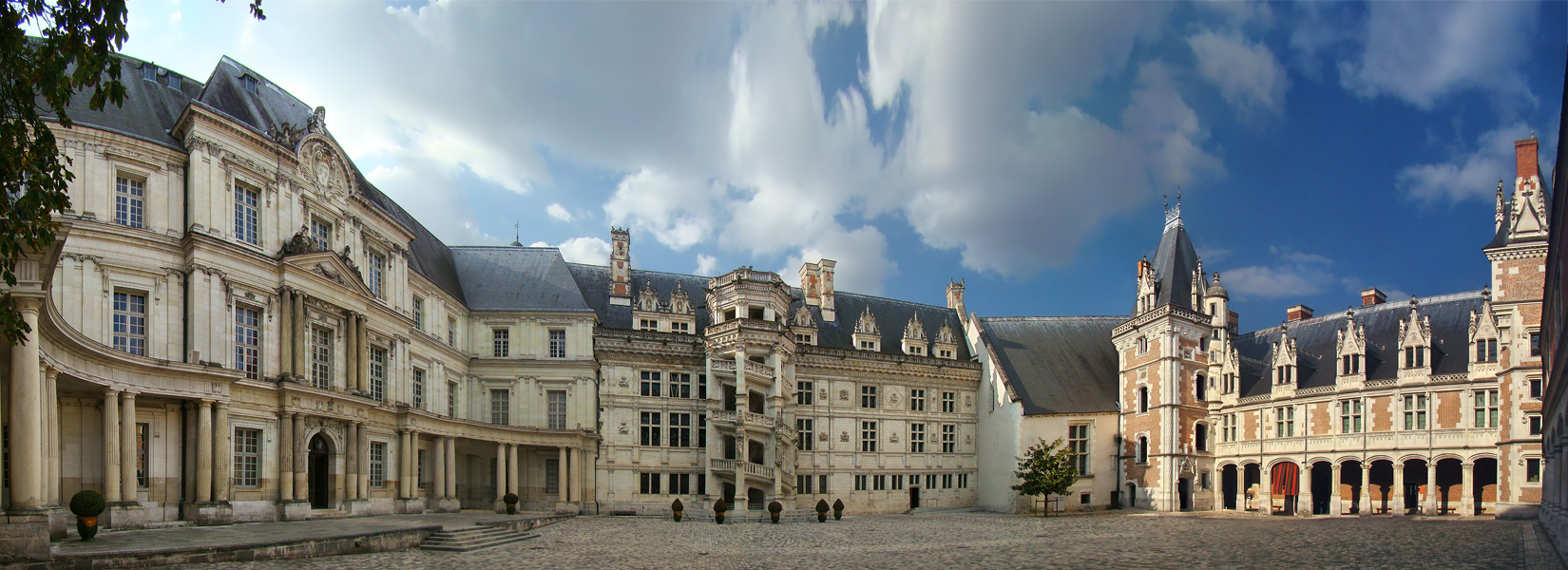
全体
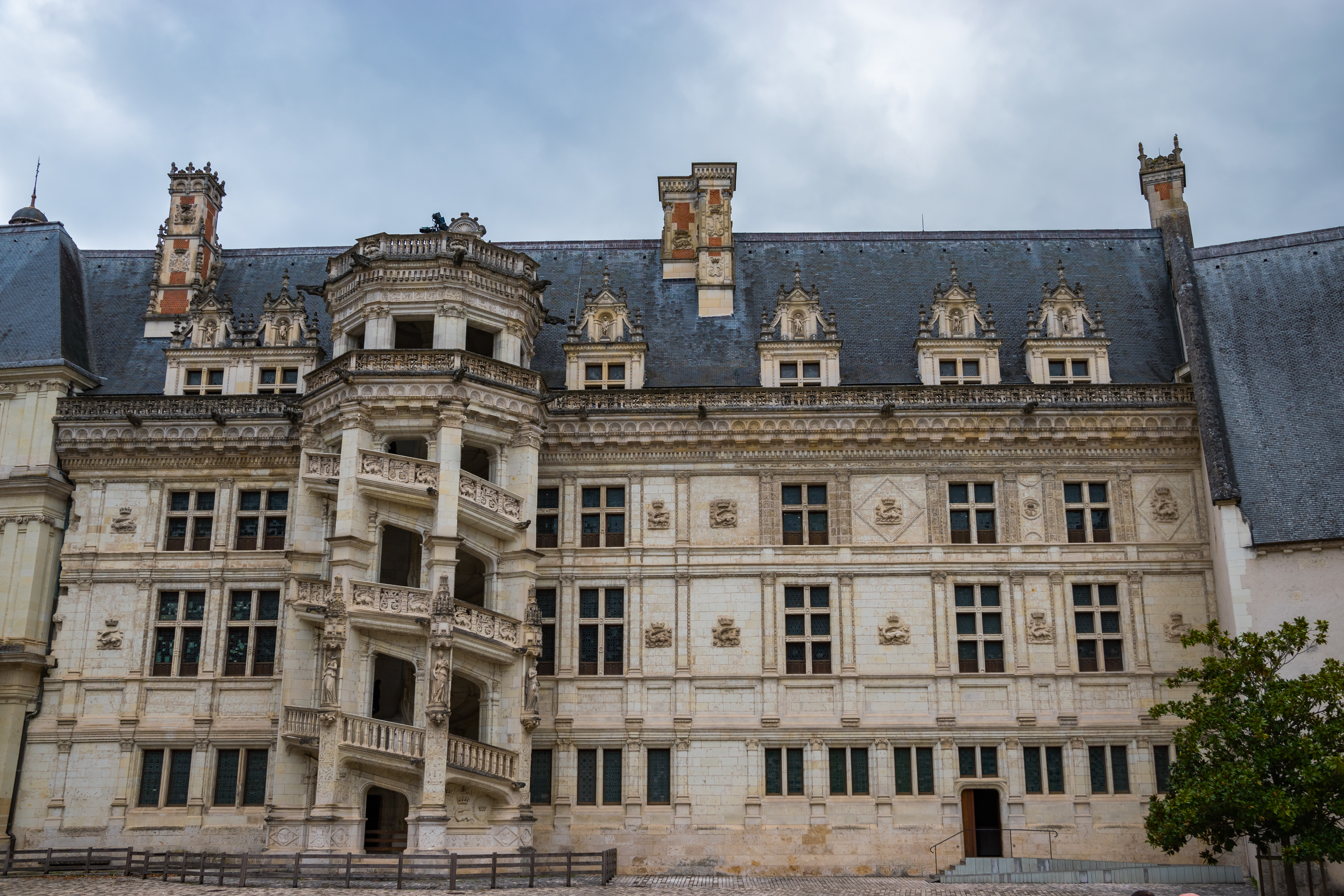
フランソワ1世の階段
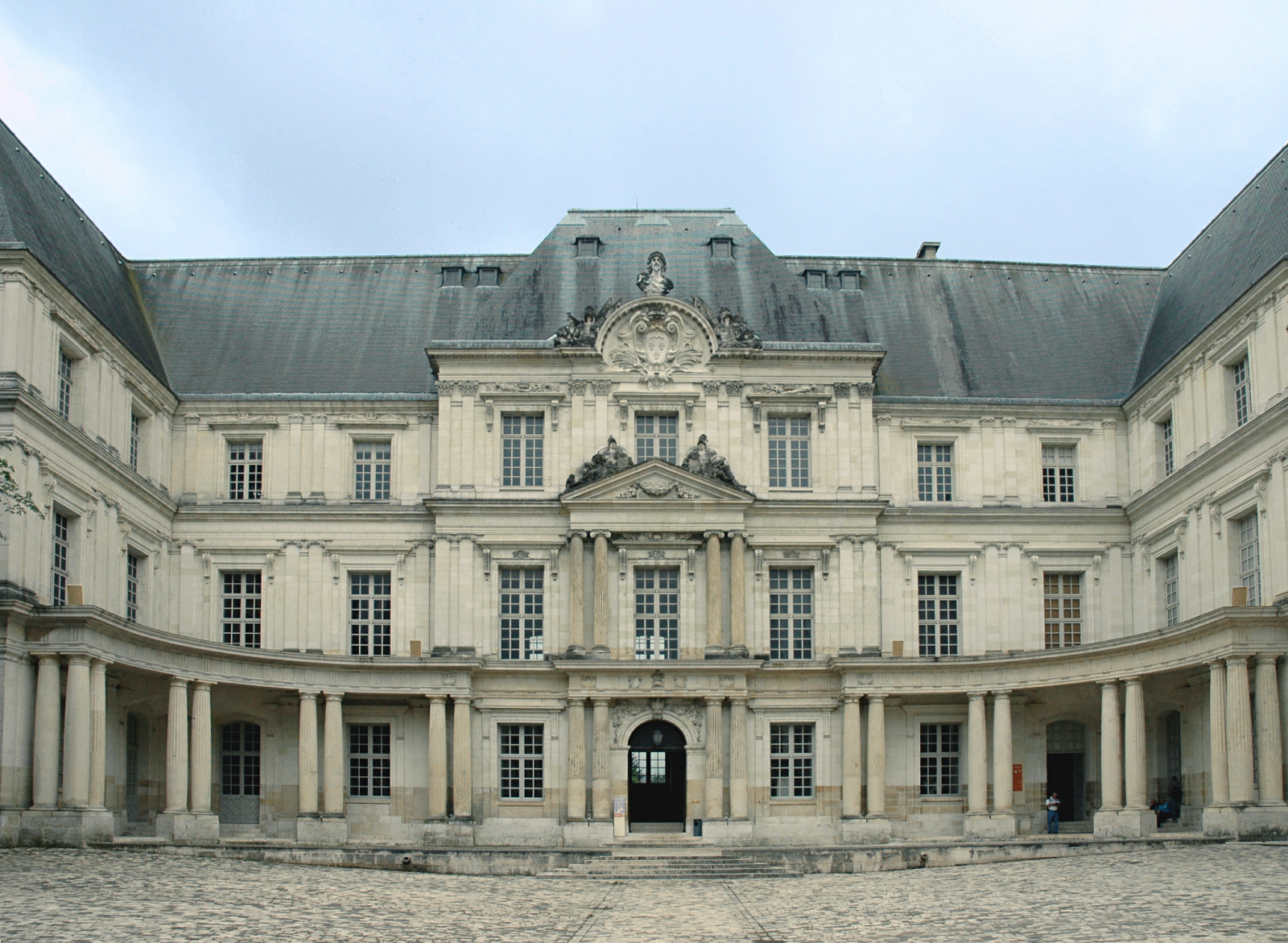
オルレアン公ガストンの翼
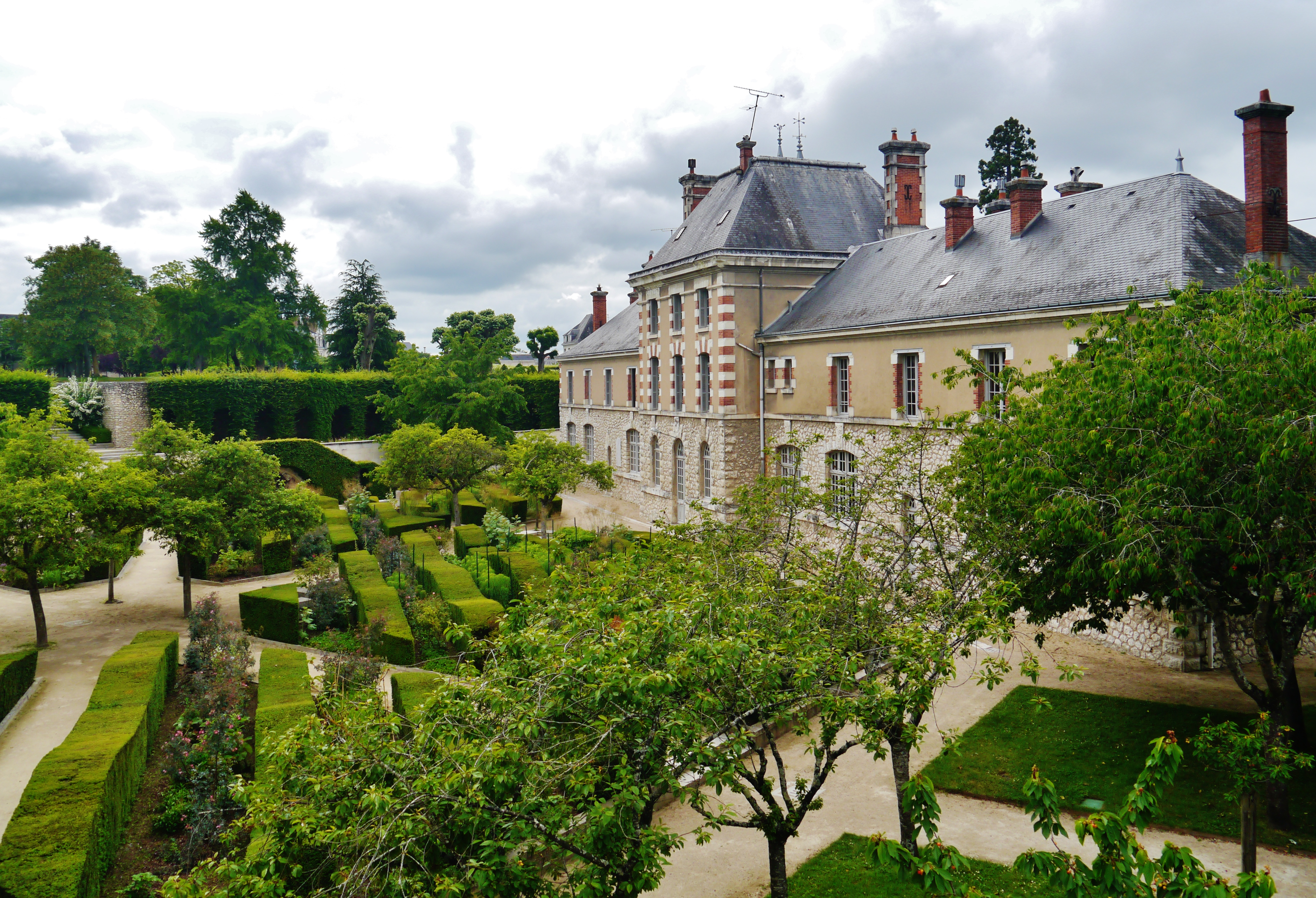
庭
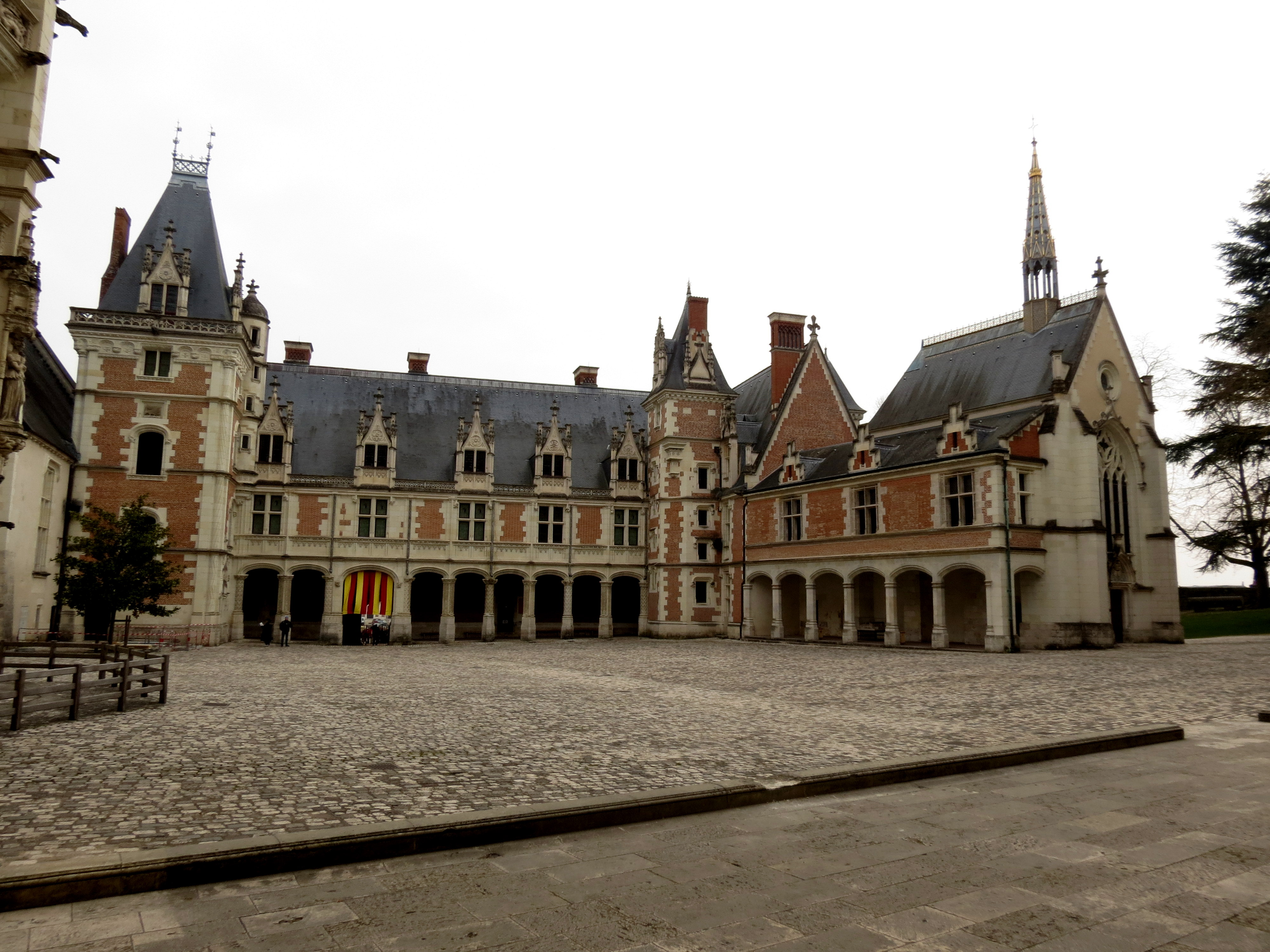
ルイ１２世の館
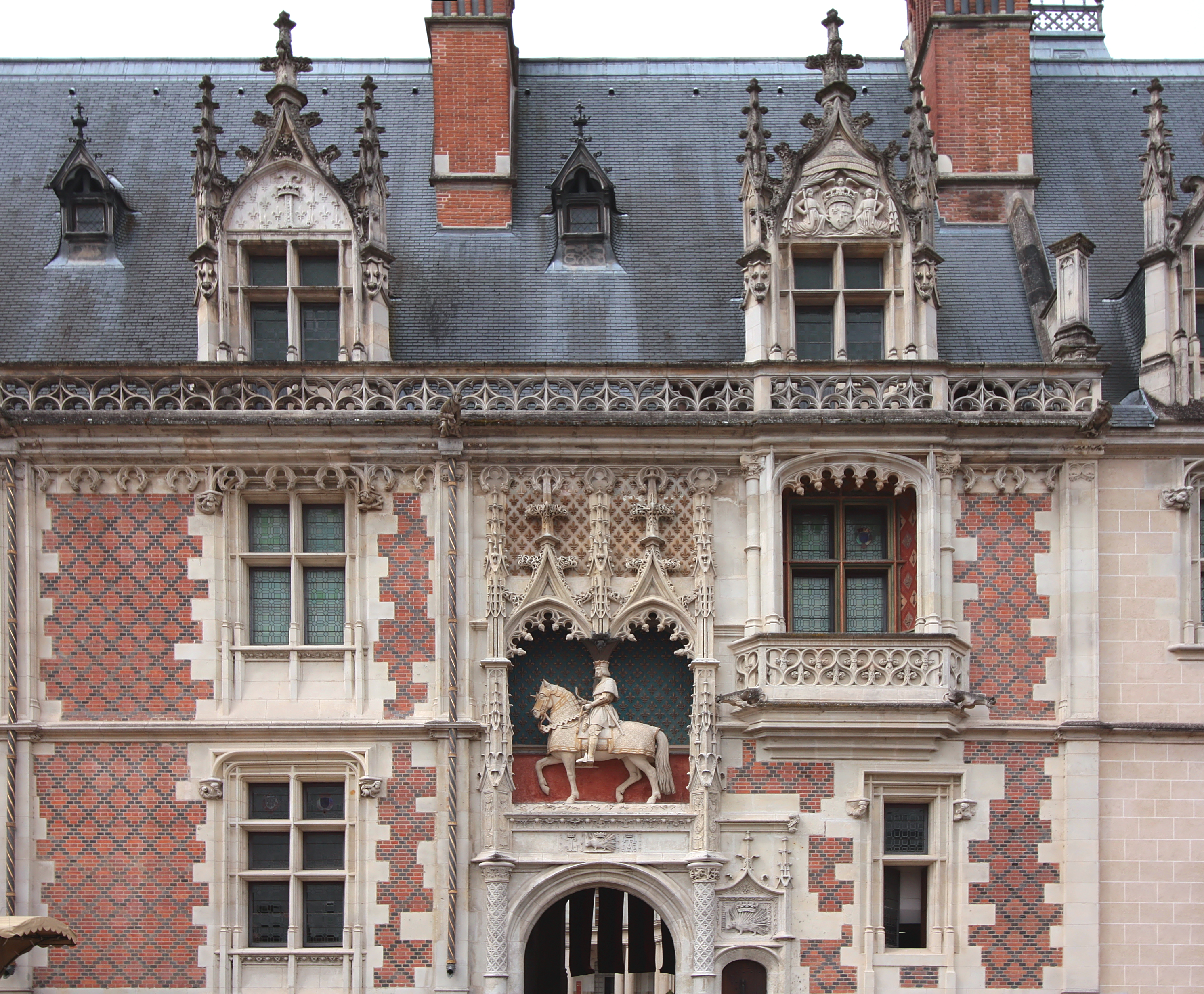
メインエントランス
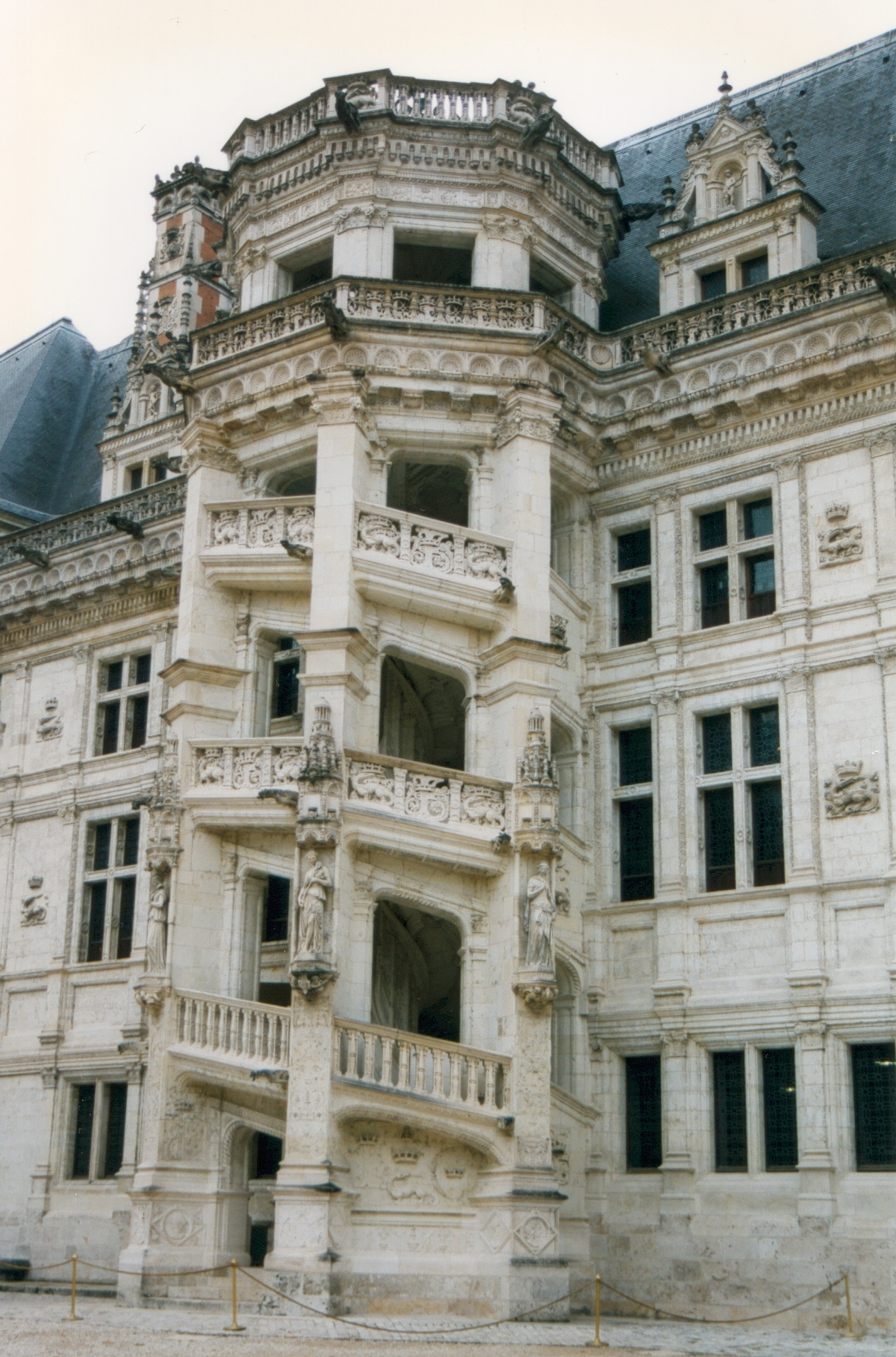
フランソワ1世の階段
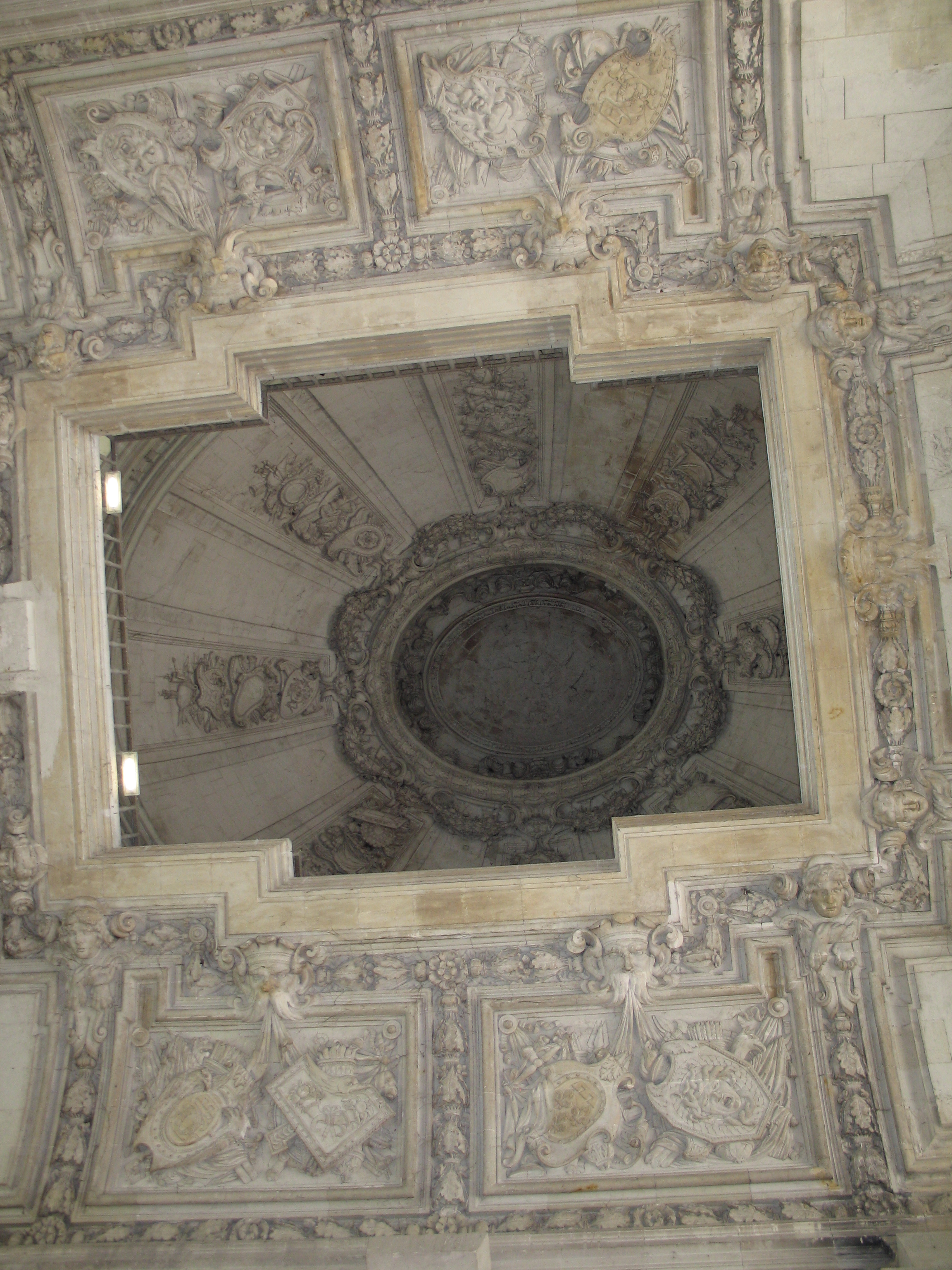
オルレアン公ガストンの翼内部のドーム装飾
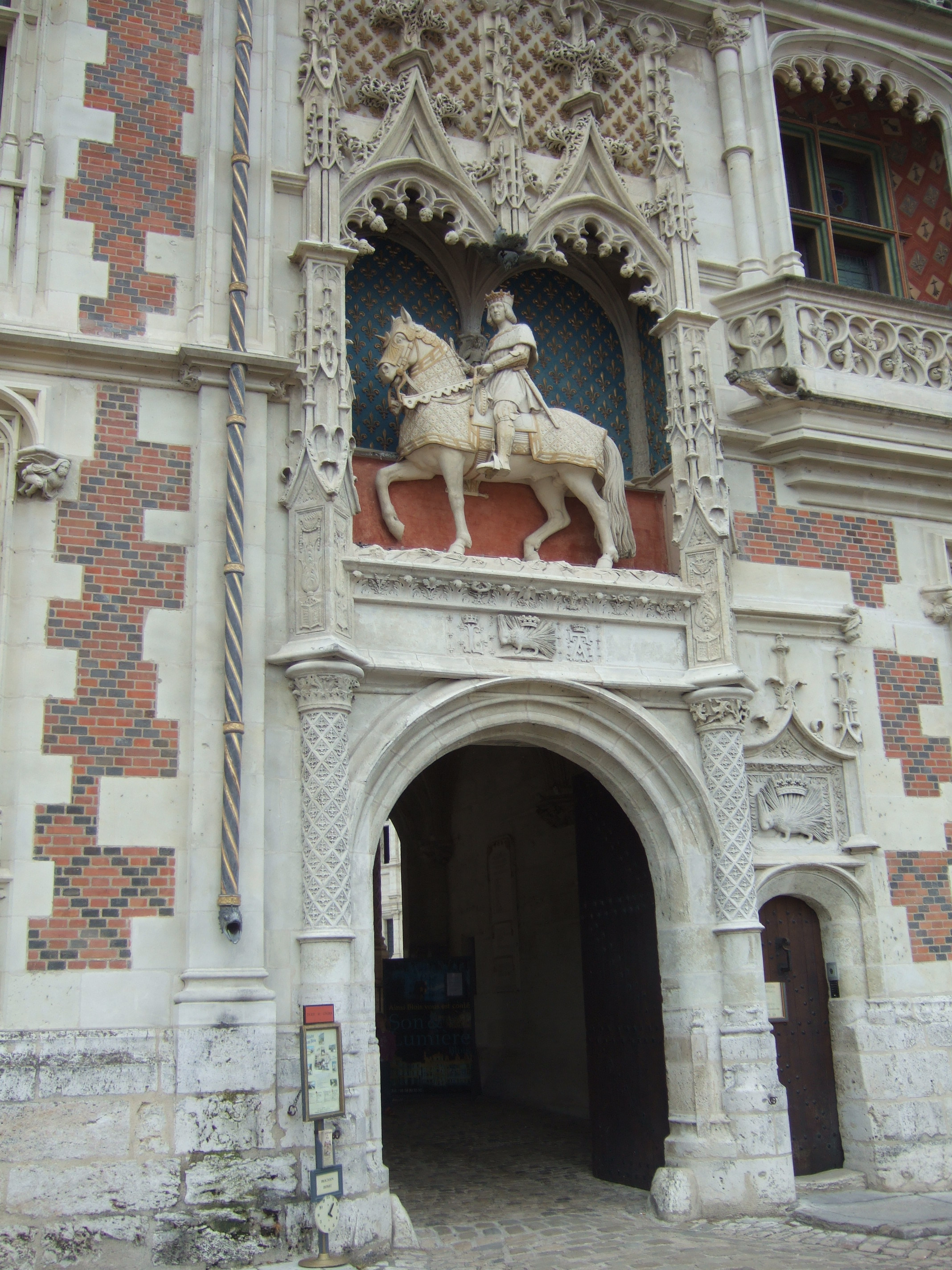
メインエントランスの王の騎馬像